# Àngel Òdena
Àngel Òdena es un barítono español.

## Biografía
Nacido en Tarragona, es licenciado en Geografía e Historia, carrera que no ha ejercido debido a su pasión por el canto. Comenzó a formarse en el Conservatorio de su ciudad natal (canto y piano) trabajando con Mercè Obiol y Maria Dolors Aldea, ampliando su aprendizaje posteriormente en l’Accademia Lirica di Mantova, bajo la dirección de Katia Ricciarelli, y perfeccionándose con el tenor Eduard Giménez. Debutó en 1994 con La Bohème en el Teatro Petruzzelli de Bari.

## Repertorio

### Zarzuela
- Luisa Fernanda
- Katiuska
- La de Manojo de Mosas
- Pan y toros
- La del Soto del Parral
- La revoltosa
- El Caserío

### Ópera española
- Merlín
- Margarita la Tornera
- La Dolores
- Atlántida
- Una voce in off
- El gato con botas
- L'Indovina